# St.-Stephanus-Kirche (Gernrode)

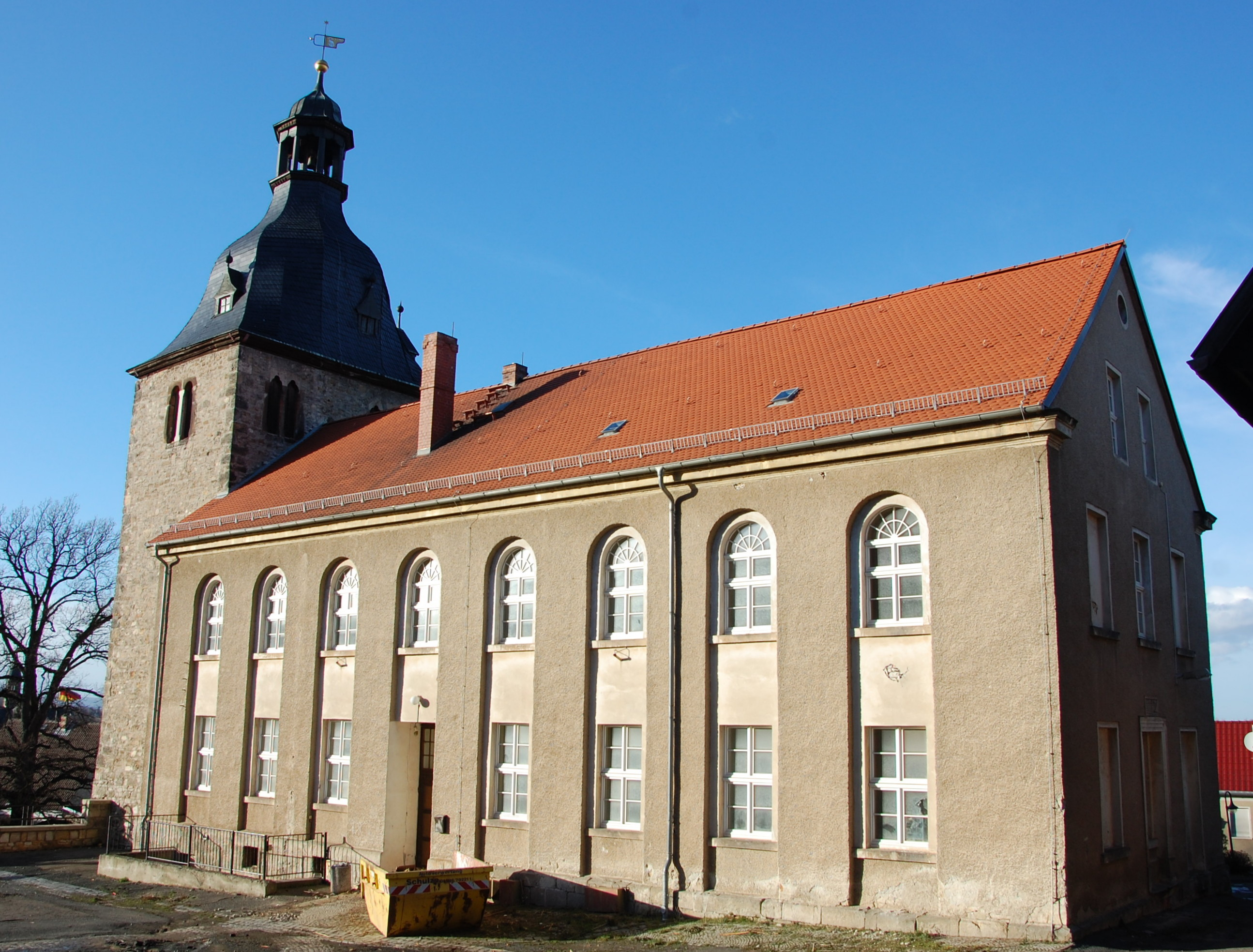
Sankt-Stephanus-Kirche, 2014

Kirche vor dem Umbau zum Schulgebäude

Die Sankt-Stephanus-Kirche ist ein denkmalgeschütztes Gebäude in dem zur Stadt Quedlinburg in Sachsen-Anhalt gehörenden Ortsteil Stadt Gernrode. Von der ursprünglichen Kirche ist nur der Kirchturm erhalten. Nach einer Umnutzung der Kirche zur Schule ist nun der Umbau zum Wohngebäude für altersgerechtes Wohnen vorgesehen.

## Lage
Der Bau befindet sich im südlichen Teil der Gernröder Altstadt auf der Nordseite des Schulplatzes an der Adresse Schulplatz 4 und ist im örtlichen Denkmalverzeichnis eingetragen.

## Architektur und Geschichte
Die Kirche wurde möglicherweise bereits in der Zeit der Ottonen begründet. Es gibt auch Vermutungen, dass der Bau im Jahr 1064 aufgenommen wurde. Als Marktkirche wird sie im Jahr 1207 erwähnt. Die Marktgemeinde war kirchlich selbständig und bildete eine eigene Parochie mit einem Pfarrer und zwei Vorstehern. 1346 erfolgt eine weitere urkundliche Erwähnung als Parochialkirche. Eine Vergrößerung der Kirche erfolgte bis 1400. 1470 erfolgte eine Restaurierung. 1533 wurden die Gemeinden der Stephanuskirche und des Stifts zusammengelegt. Die Nutzung der Sankt-Stephanus-Kirche fand nun nur noch alle drei Monate zu einem Festgottesdienst statt. Darüber hinaus wurde sie als Begräbniskapelle genutzt. In der Kirche befanden sich die Grabstätten der Familie von Schlotheim. Es bestand eine Familiengruft der Familie Mohs. Im Gewölbe war Oberförster Kersten beigesetzt. 1746 wurde Bergrat Müller in der Kirche bestattet.
Aus der frühen Zeit der Kirche ist nur der im Kern spätromanische Kirchturm erhalten. Er wurde aus Bruchsteinen auf einem querrechteckigen Grundriss errichtet und verfügt über gekuppelte Schallarkaden, die im Jahr 1580 entstanden. Zu diesem Zeitpunkt erfolgte eine Reparatur des Turms. Hierbei entstand auch die geschweifte Haube mit ihrer achteckigen Laterne. Im Turm befinden sich mehrere Glocken. Die Fridericusglocke mit einem Umfang von 63,5 cm wurde im Jahr 1270 von der Stiftskirche an die Sankt-Stephanus-Kirche gegeben. Die an der Glocke befindliche Inschrift ist in Spiegelschrift ausgeführt. 1613 erfolgte eine weitere Erneuerung des Turms.
Bis 1631 nutzten die nach Einführung der Reformation protestantischen Einwohner Gernrodes die Stephanikirche, da das Stift unter katholischem Einfluss stand. Der bauliche Zustand der Sankt-Stephanus-Kirche wurde als schlecht beschrieben. Es fehlte selbst das Kirchengestühl. 1633 wurde der Pastor Johannes Graupner auf dem Altartisch der Kirche von katholischen kaiserlichen Soldaten ermordet. Ab dem Jahr 1710 wurde die Kirche nur noch für Andachten zu Begräbnissen genutzt. Der Kirchturm wurde im Jahr 1754 renoviert. Diese Jahreszahl findet sich in der auf dem Turm befindlichen Wetterfahne. 1780 bestand zusätzlich zu den Beerdigungsandachten auch wieder eine vierteljährliche Nutzung. Im Jahr 1790 zersprang beim Sturmläuten eine der Glocken, sie wurde mit einer weiteren im Jahr 1792 umgegossen. Sie trägt den Namen Schimmel, ist mit der Inschrift Dank mildtätiger Unterstützung der Bürgerschaft bin ich umgegossen worden. versehen und wurde wieder im Stephanikirchturm aufgehängt.
1809 wurde das Dach der Kirche mit Schiefer neu gedeckt. Auch das Gebälk und die Fenster wurden erneuert. Bis in das Jahr 1830 wurden die Kirchenbücher der Kirche geführt, Gottesdienste fanden noch bis 1846 statt.
Im Jahr 1847 wurde das Kirchenschiff zum Schulgebäude im Stil des Klassizismus umgebaut. In das Mittelschiff wurde eine Decke eingezogen. Die ursprünglichen Fensteröffnungen sind in ihrer alten Form noch erkennbar. Ein Teil des ehemaligen Friedhofs wurde zum Schulhof umgestaltet. Der Kirchturm blieb auch weiterhin im Eigentum der Kirchengemeinde. Noch bis 1927 wurden in der Krypta die Geräte des Totengräbers gelagert. Am Ostgiebel befindet sich ein Inschriftenstein mit der Datierung 1582 und der Inschrift O Christe, niemals weiche von deinem heiligen Tempel noch lass es fehlen bis zu den letzten Zeilen an Propheten, welche deinen Namen verkünden. Im Jahr 1866 wurden die Turmknöpfe neu vergoldet und dort Münzen und Schriftstücke eingelegt. 1910 wurde die Zwiebelturmhaube des Turms in eine barocke Form umgebaut.
1988 wurde der Turm repariert. Auch die Wetterfahne und die Kugel wurden aufgearbeitet, dabei wurden zusätzlich zu den in der Kugel vorhandenen Materialien auch vier DDR-Münzen sowie eine Urkunde hineingelegt.
Seit dem 11. Juni 2007 ist nach einer Reparatur der Treppe auf Initiative des „Kulturvereins Andreas Popperodt“ eine Besteigung des Stephaniturms wieder möglich. Am 25. Oktober 2010 wurde der Schulbetrieb im Gebäude eingestellt. Die dort befindliche Grundschule verzog in das neu errichtete Schulzentrum auf dem Hagenberg. Für das Haus Schulplatz 4 wurde, wie auch für die benachbarten Bauten, die Einrichtung altersgerechter Wohnungen vorgesehen.